# 네드 거블란스키
네드 거블란스키(Ned Gerblansky)는 《사우스 파크》에 나오는 가상의 등장인물이다. 그는 한쪽팔이 없고, 담배를 너무 피워 성대가 없어서 전자 보이스 박스로 이야기를 한다. 네드의 목소리는 트레이 파커가 맡았다. 그는 현재 거의 항상 짐보 컨의 정신적인 연애 상대이다.

## 베트남 전쟁
짐보와 네드는 베트남 전쟁에서 만났다. 전쟁동안 네드는 수류탄이 그의 손에서 터지는 바람에 그의 손을 잃게 된다. 그런 그가 왜 의수를 안 했는지는 아무도 모른다. 네드는 또한 담배를 너무 많이 피운 탓에 암으로 그의 목소리를 잃어버리게 되고, 전자 보이스 박스로만 이야기를 나눌 수 있다. 비록 네드가 한쪽 팔이 없지만, 두 손을 써야 되는 화염방사기나, 심지어 《극장판 사우스 파크》에서 M249 SAW를 쓰는 모습이 목격되기도 하였다.

## 사냥과 살인
그는 보통 짐보와 사냥을 나가고, 그리고 사냥과 살인의 공동 사회자이기도 하다. 짐보가 "그것이 우릴 향해 오고 있어!" 라고 말하면, 네드는 보통 그의 전자 목소리로 따라한다. 또 다른 다른 네드의 대사는 "M-m-m-m-m-m 난 두려워!"이다. 그의 명구는 그가 더 이상 시리즈에 나오지 않아서 잘 들리지 않는다 (아래 참조).

## 사우스 파크에서 네드가 맡은 역할
네드는 처음 두 시즌 동안 핍과 웬디 테스터버거처럼 중요한 조연이었다.

## 네드가 특출하게 나온 에피소드
- Volcano - 짐보와 같이 애들과 캠핑을 간다.
- Big Gay Al's Big Gay Boat Ride - 짐보와 같이 미식축구에서 사우스 파크 초등학교가 이기는 데 돈을 건다
- Cartman's Mom is Still a Dirty Slut - 카트만의 잠재적인 아버지로 나온다.
- The Mexican Staring Frog of Southern Sri Lanka- 짐보가 엉터리로 만들어낸 베트남 전 이야기에 포함된다. 나중에 그는 뇌사상태에 빠지게 된다.
- Summer Sucks - 짐보와 같이 불꽃 놀이가 금지된 사우스 파크에 폭죽을 가져다 준다.
- Cow Days - Cow Days 축제중, 갑자기 사라져버린 거대한 소 모양의 시계를 찾는다.
- Jakovasaurs- 그의 보이스 박스를 잃어버리고, 새로운 보이스 박스를 찾는다.
- The Red Badge of Gayness- 남북전쟁 재현행사에 남부군으로 나온다.
- Helen Keller! The Musical- 티미의 칠면조인 고블스를 사냥하려는 사람들 중에 한 사람이다.

네드는 짐보와 같이 사우스 파크에서 각종 카메오 역할을 하는 것처럼 보인다.